# Joseon tongsinsa

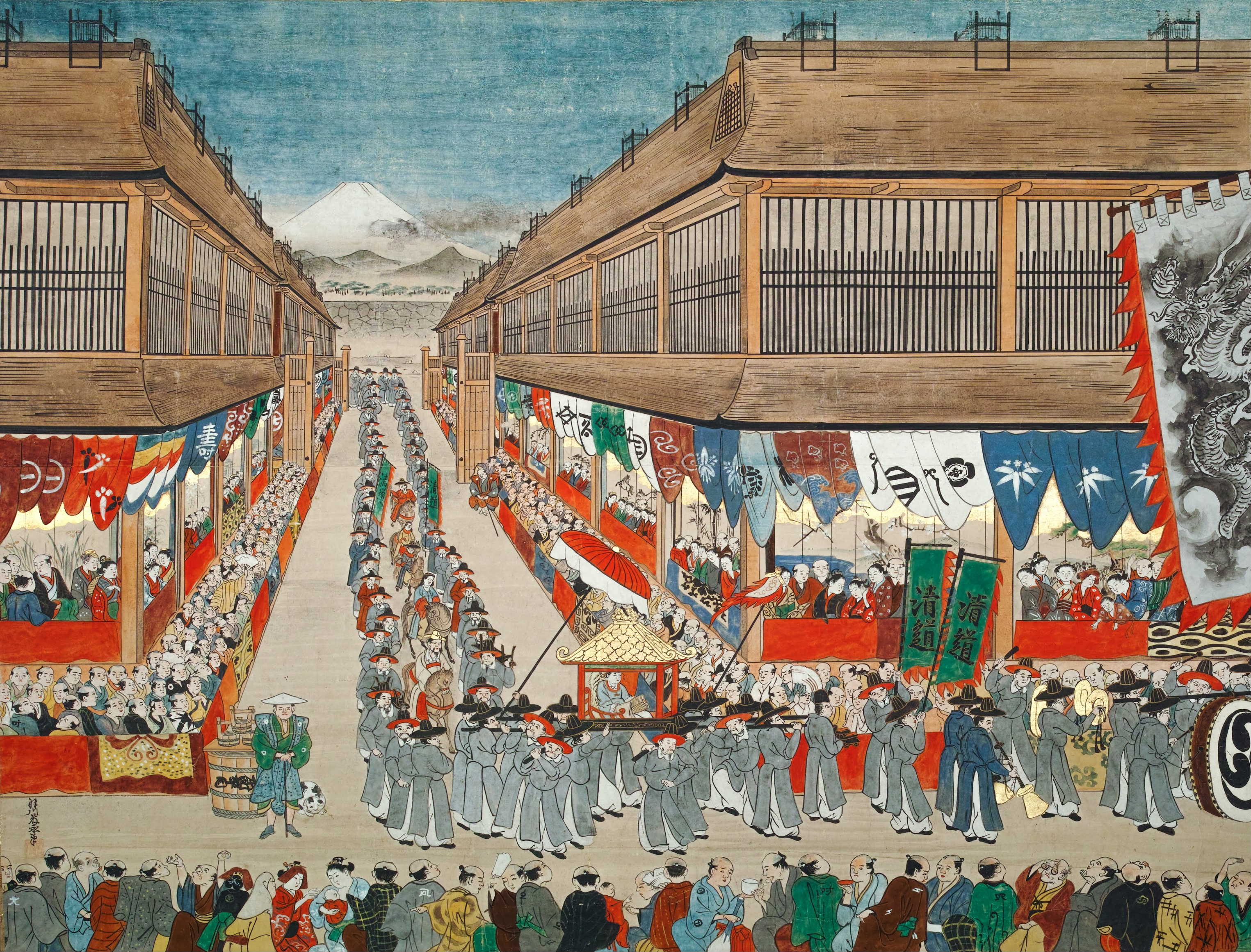
Una processione diplomatica coreana lungo le strade di Edo nel 1748, rappresentata nell'opera Chōsen-jin Uki-e di Hanegawa Tōei (circa 1748).

Le Joseon tongsinsa (in coreano: 조선통신사?, 朝鮮通信使?, Chosŏn t'ongsinsaMR; in giapponese: 朝鮮通信使?, Chōsen tsūshinshi) furono missioni diplomatiche di buona volontà inviate a intermittenza dal regno coreano di Joseon al Giappone su richiesta di quest'ultimo. Il nome identifica un tipo specifico di delegazione diplomatica e i suoi principali inviati, e dalla prospettiva coreana definire una missione tongsinsa significava che i rapporti con l'altro Paese erano in gran parte "normalizzati", al contrario delle missioni non-tongsinsa.
Gli emissari vennero inviati allo shogunato Muromachi e a Toyotomi Hideyoshi tra il 1392 e il 1590, e allo shogunato Tokugawa tra il 1607 e il 1811. Una nuova tongsinsa venne rimandata quattro volte e poi annullata a causa dei conflitti interni scoppiati in Giappone che sfociarono nel Rinnovamento Meiji, segnando un drastico cambiamento nei rapporti diplomatici tra i due Paesi.
L'UNESCO ha inserito nella Memoria del mondo i Documenti sulle Joseon tongsinsa/Chōsen tsūshinshi (ambasciate coreane): storia della costruzione della pace e degli scambi culturali tra Corea e Giappone dal XVII al XIX secolo, comprendente documenti diplomatici, di viaggio e di scambio culturale custoditi da entrambi i Paesi.

## Storia
A partire dal 1392, la corte coreana di Joseon inviò molte missioni diplomatiche in Giappone: prima dell'inizio del periodo Edo, furono almeno 70 i dignitari che raggiunsero Kyoto e Osaka. Gli arrivi formali delle delegazioni dalla Corea al Giappone erano considerati eventi importanti, perciò vennero ampiamente annotati e registrati. Questi scambi diplomatici si svolgevano secondo schemi che si erano evoluti da modelli stabiliti dai cinesi, ma non denotavano alcuna relazione predeterminata con la Cina o con l'ordine mondiale cinese. Solo le missioni diplomatiche formali più grandi inviate dalla Corea al Giappone erano chiamate tongsinsa in coreano, ma il termine può essere usato impropriamente per riferirsi anche alla pratica delle relazioni unilaterali, anziché ai rapporti bilaterali tra i due Paesi. In totale il Giappone ricevette tredici tongsinsa: nel 1428, nel 1439, nel 1443, nel 1590, più altre nove tra il 1607 e il 1811. Queste missioni diplomatiche erano interpretate come vantaggiose per i giapponesi poiché legittimavano la propaganda del bakufu dello shogunato Tokugawa ed erano un elemento chiave nella manifestazione della visione ideale giapponese che prevedeva un ordine internazionale con Edo al centro.

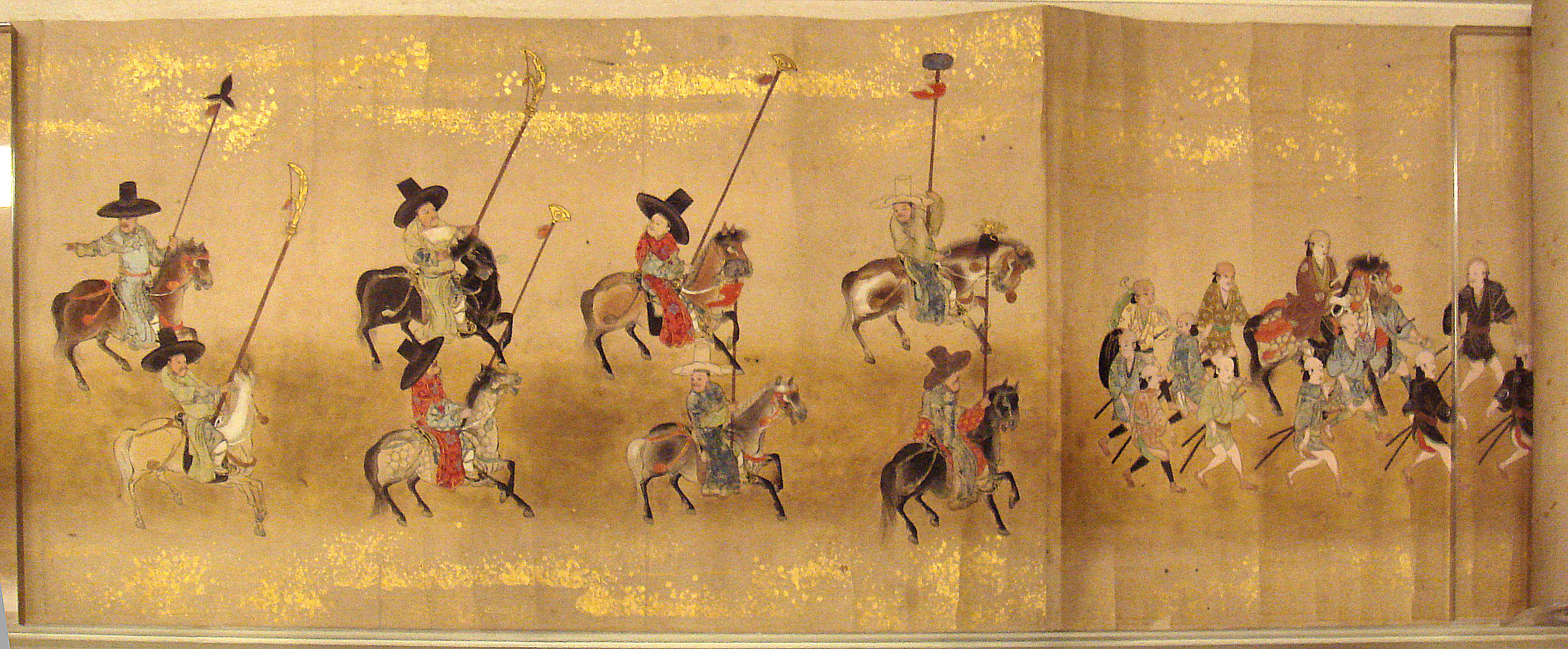
Rappresentazione di una tongsinsa, attribuita a un allievo della scuola Kanō (circa 1655).

La diplomazia fu messa da parte nel 1592 quando gli eserciti giapponesi invasero il territorio Joseon. Le relazioni bilaterali interrotte non furono ripristinate immediatamente dopo la morte di Hideyoshi nel 1598, ma le forze d'invasione si ritirarono gradualmente dalle terre occupate nella penisola coreana. Iniziò quindi una nuova fase di relazioni diplomatiche: le ambasciate formali vennero precedute da negoziati preliminari che cominciarono nel 1600, poco dopo che la corte coreana ebbe ricevuto la notizia della sconfitta dei Toyotomi nella battaglia di Sekigahara. Il riavvicinamento diplomatico partì con un gesto di buona volontà, ovverosia il rilascio di alcuni prigionieri del Joseon sull'isola di Tsushima, che fu seguito dall'invio a Kyoto di un piccolo gruppo di messaggeri sotto la guida di Yu Jeong per indagare ulteriormente. Con l'aiuto di Sō Yoshitoshi, fu organizzata un'udienza con Tokugawa Ieyasu al castello di Fushimi a Kyoto. Nel 1604, Yu Jeong confermò che il Joseon era interessato all'ulteriore sviluppo dei rapporti tra i due Paesi, e lo shōgun Tokugawa rispose rilasciando 1.390 prigionieri di guerra.
Tra il XVII e il XIX secolo, il governo coreano inviò dodici grandi delegazioni in Giappone, ma non tutte vennero chiamate tongsinsa: il Joseon identificò esplicitamente le missioni del 1607, 1617 e 1624 come dei meno formali "invii in risposta e per il rimpatrio dei prigionieri". Esse consistettero di 400-500 inviati, e contribuirono allo sviluppo politico e culturale del Giappone e delle relazioni bilaterali. Contrariamente a quanto fatto per le missioni del primo periodo Joseon, il Giappone non inviò più generali per accogliere le missioni coreane, e solo la Corea inviò i propri delegati in Giappone. Ciò accadde perché, dopo l'invasione della Corea da parte di Hideyoshi, agli inviati giapponesi fu proibito di recarsi a Seul e dovettero fermarsi presso la residenza giapponese a Busan. Inoltre, il costo delle missioni era interamente sostenuto dal Giappone, e secondo alcune stime equivaleva al budget annuale stanziato dallo shogunato.
Nel corso del periodo Edo (1603-1868), i contatti diplomatici tra Corea e Giappone furono considerati eventi significativi, ad eccezione della delegazione del 1811, per la quale l'ambasciatore del Joseon e il suo seguito viaggiarono solo fino a Tsushima, dove vennero raggiunti dai rappresentanti dello shōgun Ienari. Dopo la missione del 1811, ne fu preparata un'altra, ma fu rimandata quattro volte e alla fine annullata a causa dei disordini interni scoppiati in Giappone che portarono al Rinnovamento Meiji.

### Cronologia
| Anno | Re coreano | Capo della spedizione | Shōgun giapponese   | Scopo ufficiale                                                                    |
| ---- | ---------- | --------------------- | ------------------- | ---------------------------------------------------------------------------------- |
| 1428 | Sejong     | Bak Seo-saeng         | Ashikaga Yoshinori  | Condoglianze per la morte di Yoshimochi, congratulazioni per l'ascesa di Yoshinori |
| 1439 | Sejong     | Go Deuk-jong          | Ashikaga Yoshinori  | Relazioni di vicinato, soppressione dei Wokou                                      |
| 1443 | Sejong     | Byeon Hyo-mun         | Ashikaga Yoshimasa  | Condoglianze per la morte di Yoshinori, congratulazioni per l'ascesa di Yoshikatsu |
| 1590 | Seonjo     | Hwang Yun-gil         | Toyotomi Hideyoshi  | Congratulazioni per l'unificazione di Hideyoshi                                    |
| 1636 | Injo       | Im Gwang              | Tokugawa Iemitsu    | Festeggiare la prosperità                                                          |
| 1643 | Injo       | Yun Sunji             | Tokugawa Iemitsu    | Festeggiare il compleanno di Iemitsu                                               |
| 1655 | Hyojong    | Jo Hyeong             | Tokugawa Ietsuna    | Congratulazioni per l'ascesa di Ietsuna                                            |
| 1682 | Sukjong    | Yun Jiwan             | Tokugawa Tsunayoshi | Congratulazioni per l'ascesa di Tsunayoshi                                         |
| 1711 | Sukjong    | Jo Tae-eok            | Tokugawa Ienobu     | Congratulazioni per l'ascesa di Ienobu                                             |
| 1719 | Sukjong    | Hong Chi-jung         | Tokugawa Yoshimune  | Congratulazioni per l'ascesa di Yoshimune                                          |
| 1748 | Yeongjo    | Hong Gye-hui          | Tokugawa Ieshige    | Congratulazioni per l'ascesa di Ieshige                                            |
| 1764 | Yeongjo    | Jo Eom                | Tokugawa Ieharu     | Congratulazioni per l'ascesa di Ieharu                                             |
| 1811 | Sunjo      | Kim Igyo              | Tokugawa Ienari     | Congratulazioni per l'ascesa di Ienari                                             |